# Carlos Sánchez Barrios
Carlos Sánchez Barrios (Eduardo Neri, Guerrero; 17 de agosto de 1957) es un político mexicano, actualmente miembro del partido Movimiento Regeneración Nacional (Morena). Ha sido en dos ocasiones diputado federal y diputado al Congreso de Guerrero.

## Biografía
Carlos Sánchez Barrios es licenciado en Economía por la Universidad Autónoma de Guerrero y tiene una maestría en Ciencias Sociales. A partido de 1975 inició una carrera que lo llevó a ocupar numerosos cargos en el gobierno de Guerrero o en sus municipios, como secretario de Coordinación y Planeación del Ayuntamiento de Acapulco de 1990 a 1993 y director general de Apoyo a Municipios de 1993 a 1994.
En 1996 como miembro del PRI fue elegido Presidente municipal de Eduardo Neri, ejerciendo el cargo hasta 1999, este último año al ser electo gobernador de Guerrero René Juárez Cisneros, lo nombró secretario de Planeación y Presupuesto del gobierno del estado y en 2000 pasó a la secretaría de Desarrollo Social hasta 2002.
En 2002 fue elegido diputado a la LVII legislatura en el Congreso de Guerrero y en la que fue presidente de la comisión de Gobierno y líder de la bancada del PRI hasta el 13 de abril de 2004 en que fue destituido y renunció a la militancia priista, se declaró independiente y concluyó su encargo en 2005; y en 2006 fue elegido por primera ocasión diputado federal en representación del Distrito 7 de Guerrero a la LX Legislatura, en que la que ocupó los cargos de secretario de la comisión especial del Café e integrante de las comisiones de Desarrollo Social; y, Comunicaciones y concluyendo el cargo en 2009.
En 2004 fundó la organización Alianza por Guerrero, que convertida en partido político estatal, lo postuló como su candidato a presidente municipal de Chilpancingo en las elecciones de 2008, no habiendo logrado el triunfo.
En 2018 fue elegido por segunda ocasión diputado federal por el mismo distrito electoral, pero en esta ocasión por la coalición Juntos Haremos Historia, a la LXIV Legislatura, formando parte de la bancada de Morena. En la LXIV Legislatura es secretario de la comisión de Federalismo y Desarrollo Municipal, e integrante de la comisión de Comunicaciones y Transportes.